# Helmholtz sats
Helmholtz sats är grundläggande inom vektoranalysen.  Satsen fastslår att varje tillräckligt slätt, snabbt föränderligt vektorfält i tre dimensioner, kan skrivas som en summa av ett virvelfritt vektorfält och ett solenoidalt (källfritt) vektorfält,  vilket också är känt som Helmholtzuppdelningen efter Hermann von Helmholtz. 
På grund av att det virvelfria vektorfältet har en skalärpotential och ett solenoidalt fält har en vektorpotential, innebär Helmholtzuppdelningen att ett vektorfält  kan uppdelas i en summa av formen
{\displaystyle -\operatorname {grad} \Phi +\operatorname {curl} \mathbf {A} }
där Φ är ett skalärt fält, kallat skalärpotential och A är ett vektorfält kallat vektorpotential.

## Formell beskrivning
Låt F vara ett vektorfält över ett slutet område V ⊆ R3, vilket är dubbelt kontinuerligt differentierbart och låt S vara ytan som omsluter området V. Då kan F delas upp i en virvelfri komponent och en källfri komponent:
{\displaystyle \mathbf {F} =-\nabla {\boldsymbol {\Phi }}+\nabla \times \mathbf {A} ,}
där
{\displaystyle {\boldsymbol {\Phi }}(\mathbf {r} )={\frac {1}{4\pi }}\int _{V}{\frac {\nabla '\cdot \mathbf {F} \left(\mathbf {r} '\right)}{\left|\mathbf {r} -\mathbf {r} '\right|}}\mathrm {d} V'-{\frac {1}{4\pi }}\oint _{S}\mathbf {\hat {n}} '\cdot {\frac {\mathbf {F} \left(\mathbf {r} '\right)}{\left|\mathbf {r} -\mathbf {r} '\right|}}\mathrm {d} S'}
{\displaystyle \mathbf {A} (\mathbf {r} )={\frac {1}{4\pi }}\int _{V}{\frac {\nabla '\times \mathbf {F} \left(\mathbf {r} '\right)}{\left|\mathbf {r} -\mathbf {r} '\right|}}\mathrm {d} V'-{\frac {1}{4\pi }}\oint _{S}\mathbf {\hat {n}} '\times {\frac {\mathbf {F} \left(\mathbf {r} '\right)}{\left|\mathbf {r} -\mathbf {r} '\right|}}\mathrm {d} S'}
och {\displaystyle {\nabla '}} är gradienten med avseende på {\displaystyle \mathbf {r'} }.
Om V = R3 och därför är obegränsad och F avtar snabbare än  {\displaystyle 1/r} då r → ∞, då är den andra komponenten av både skalärpotentialen och vektorpotentialen noll. Det vill säga, 
{\displaystyle \Phi (\mathbf {r} )={\frac {1}{4\pi }}\int _{\text{hela rummet}}{\frac {\nabla '\cdot \mathbf {F} \left(\mathbf {r} '\right)}{\left|\mathbf {r} -\mathbf {r} '\right|}}\mathrm {d} V'}
{\displaystyle \mathbf {A} (\mathbf {r} )={\frac {1}{4\pi }}\int _{\text{hela rummet}}{\frac {\nabla '\times \mathbf {F} \left(\mathbf {r} '\right)}{\left|\mathbf {r} -\mathbf {r} '\right|}}\mathrm {d} V'}